# Kragenhof

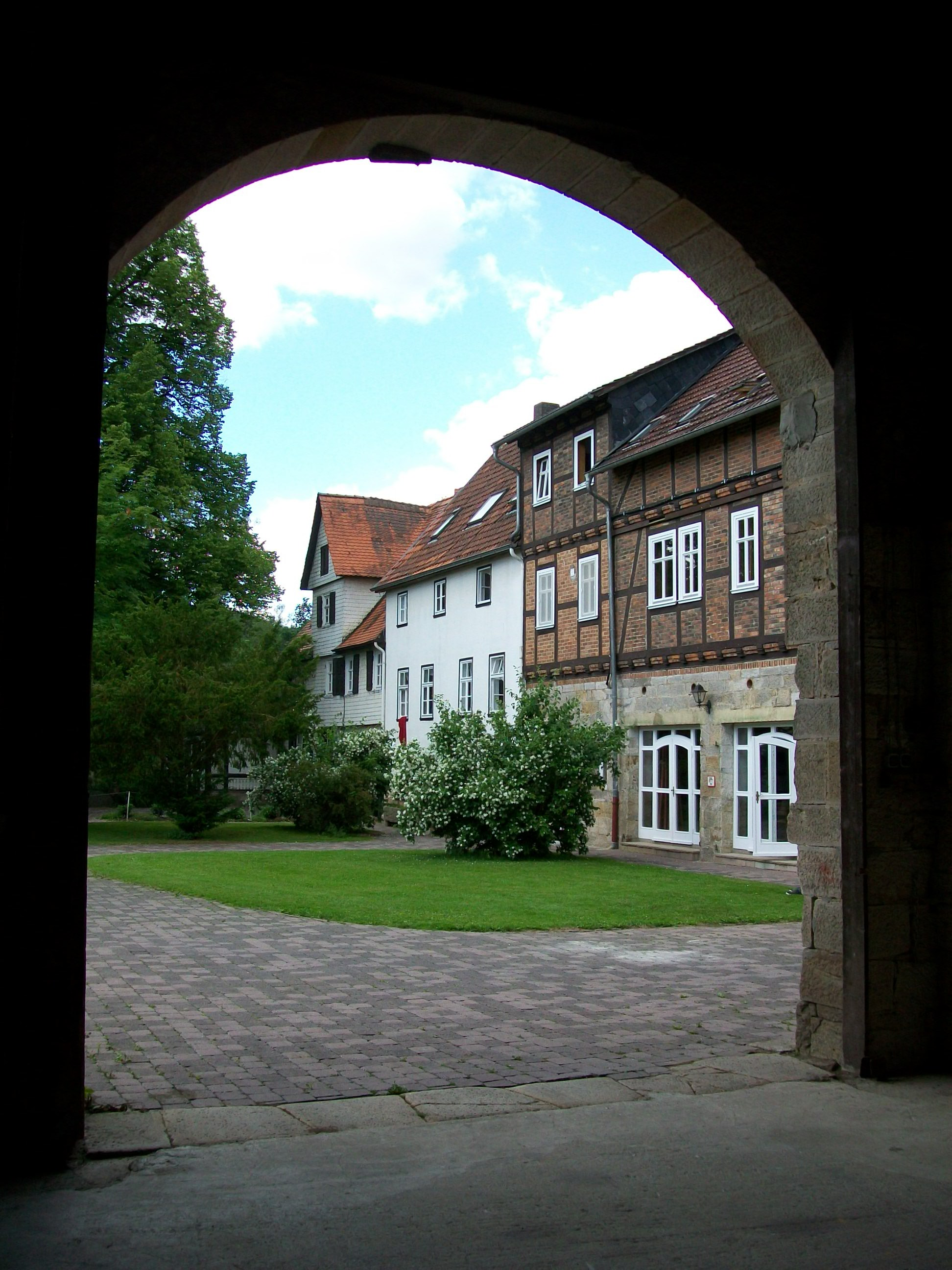
Gut Kragenhof (Foto: 2012)

Kragenhof (auch Gut Kragenhof) ist eine Exklave der Stadt Kassel. Kragenhof ist eine 75 ha große Halbinsel, die durch eine nördlich von Kassel gelegene Fuldaschleife gebildet wird und deren östliches Ende zu Niedersachsen gehört. Kragenhof gehört seit 1901 zu Kassel und wurde 1928 nach Kassel eingemeindet und dem Stadtteil Wolfsanger / Hasenhecke zugeordnet. Wegen seiner geographischen Lage zwischen Niedersachsen und der Fulda hat Kragenhof sowohl die Postleitzahl als auch die Telefonvorwahl des niedersächsischen Staufenberg.

## Geschichte
Die Geschichte von Kragenhof reicht bis ins 12. Jahrhundert zurück. Die erste urkundliche Erwähnung ist von 1126. Im Jahr 1155 schenkte Heinrich Raspe II. den Gutsbezirk dem Kloster Ahnaberg. 1312 wurde durch Herzog Albrecht II. von Braunschweig-Lüneburg dem Kloster seine Besitzungen bestätigt. Nach der Reformation gelangte der Hof in den Besitz der Landgrafen von Hessen-Kassel. Ab dem 19. Jahrhundert befand sich das Gut im Privatbesitz.
Ab 1787 war Kragenhof dem landgräflichem Amt Ahna unterstellt. Von 1807 bis 1813 gehörte es zum Kanton Ober-Vellmar im Departement der Fulda, Distrikt Kassel, des napoleonischen Königreichs Westphalen, und von 1814 bis 1821 war es, zu Simmershausen gehörend, wieder dem Amt Ahna im nunmehrigen Kurfürstentum Hessen zugeordnet.

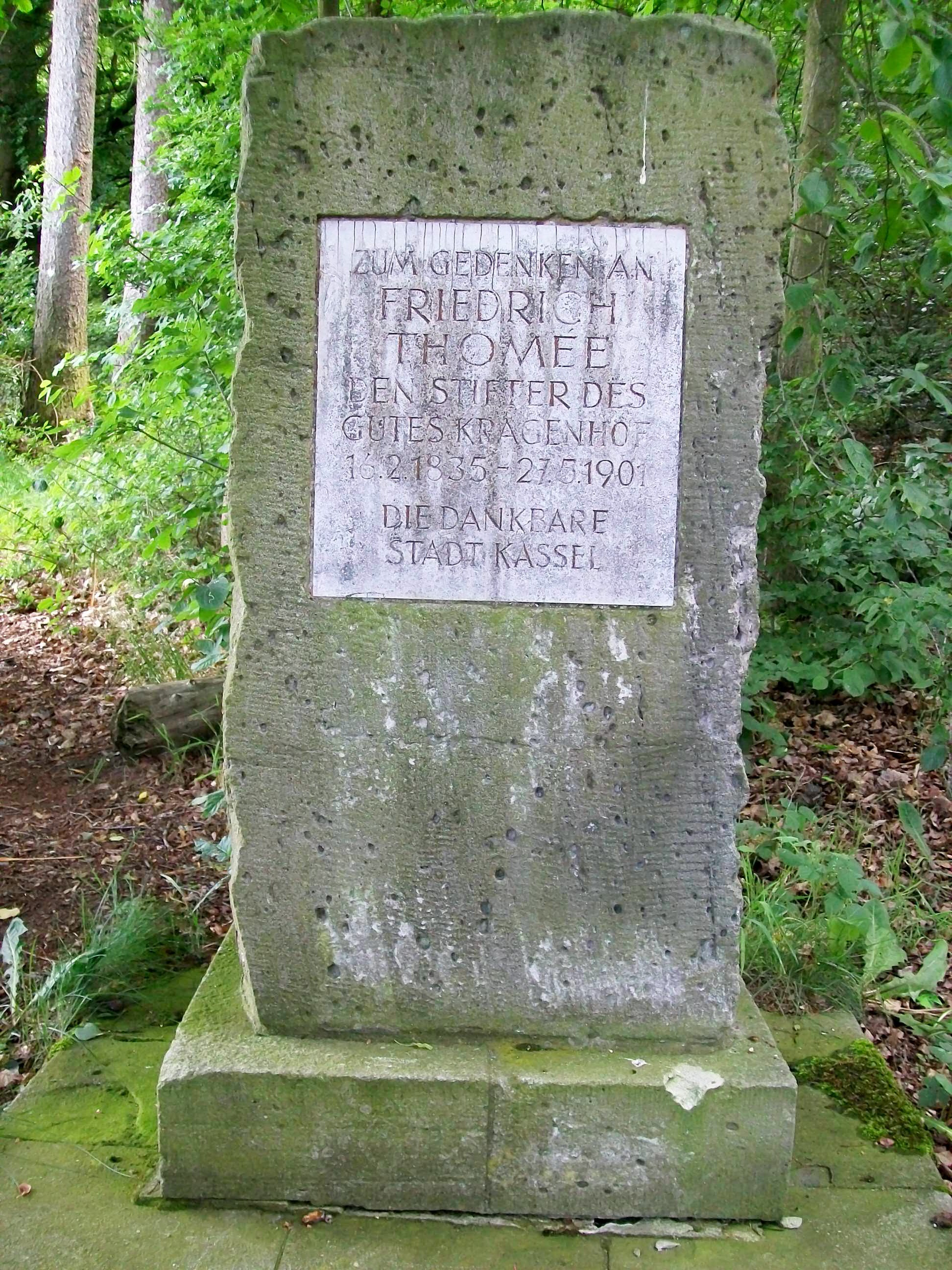
Gedenkstein für Friedrich Thomée (Foto: 2012)

1901 schenkte der Gutsbesitzer Friedrich Thomée (1835–1901) den Kragenhof der Stadt Kassel, um dort eine Walderholungsstätte einrichten zu lassen. Bereits im Jahr 1903 wurden dort die ersten Patienten des Vereins zur Bekämpfung der Schwindsuchtgefahr behandelt. Im Jahr 1921 wurden 2000 Patienten als Kurgäste gemeldet. 1928 wurde das Gut schließlich nach Kassel eingemeindet. Da im Zweiten Weltkrieg ein Teil der Erholungsstätte zerstört wurde, musste 1944 der Kurbetrieb eingestellt werden. Seit 1983 ist das Gut in Privatbesitz.
Ab 2004 betrieb hier der Boxer und Heimleiter Lothar Kannenberg bis 2017 ein Trainingscamp für sozial auffällige Jugendliche.

## Verkehrsinfrastruktur
Im Jahr 1855 wurde mit der heute denkmalgeschützten Fuldatalbrücke Kragenhof eine erste Brücke auf dem Gebiet von Kragenhof über die Fulda gebaut. Gleichzeitig entstand der Bahnhof Kragenhof, der 1981 abgerissen wurde. Von Oktober 1986 bis November 1988 wurde eine zweite Eisenbahnbrücke für die Schnellfahrstrecke Hannover–Würzburg gebaut.

## Heutige Nutzung
Heute (2020) nutzt das Gutsgelände ein ökologischer Landwirtschaftsbetrieb mit Bäckerei und verschiedenen Veranstaltungseinheiten mit Übernachtungsmöglichkeit. 2020 wurde auf Gut Kragenhof der Spielfilm Servus Papa, See You in Hell von Christopher Roth mit Jana McKinnon und Clemens Schick gedreht.